# ヤレデキ!世界大挑戦
『ヤレデキ!世界大挑戦』（ヤレデキ せかいだいちょうせん）は、2007年9月8日から2008年1月26日まで、TBS系列（テレビ山口除く）で放送されていたTBS製作のバラエティ番組である。放送時間は、毎週土曜19:00 - 19:56（JST）。

## 概要
前番組『ドッカ〜ン!』をリニューアルする形で開始された番組である。前番組に引き続きオリエンタルラジオがMCを務めた。「やればできる!」の精神で、毎週タレントやその道のプロが世界中に飛んでさまざまなテーマで対決や挑戦を行った。
初回および2回目（2007年9月15日の放送分）に関しては2時間スペシャルで放送された。この初回スペシャルでは各メディアで告知されていた仲間由紀恵の姿はほとんど見られず、2回目の放送でようやく出演となった。また本来仲間が出演すると思われたコーナーには映画『包帯クラブ』で主演を務めた石原さとみが出演した。このスペシャル内で放送された「巨大かぼちゃ日米大食い決戦」はNBC（National Broadcasting Company）でも放送された。
視聴率面では大きく苦戦し、初回2時間SPの視聴率も8.2%と、前番組と比してあまり改善は見られなかった。翌週以降は回によって視聴率が大きく変動していたが、4回目で記録した11.9%を最後に1桁台で推移した（視聴率はいずれも関東地区、ビデオリサーチ調べ）。
このため、開始当初から放送していたコーナーは数回で放送されなくなるなど、細かなテコ入れを行ったが視聴率回復には繋がらず、2008年1月26日放送分をもって、5か月間で打ち切りとなった。

## 出演者
☆印は前番組「ドッカ～ン!」より引き続き出演。
MC
- オリエンタルラジオ（中田敦彦・藤森慎吾）☆

スタジオゲストパネラー
- 榊原郁恵
- 勝俣州和
- 中川翔子☆
- 森永卓郎（経済アナリスト）

進行
- 久保田智子（TBSアナウンサー）

リポーター
- ルー大柴
- さとう珠緒
- 彦摩呂
- ふかわりょう 他

## 主なコーナー
世界中のご当地マックを食べつくせ!
毎回1人の芸能人が、海外で119カ国もあるマクドナルドの店舗がある国へ飛んで行き、日本には無いご当地メニューを食べ尽くす。リポーターはルー大柴、さとう珠緒、彦摩呂など、毎回様々なタレントが務めた。開始から数回で放送されなくなったが、最終回で復活した。
Mr.マリックVS○○
Mr.マリックのマジックをマサイ人や天才児などがトリックを見破れるか対決する。
ジャイアント白田VSお笑い芸人集団
スタジオに集まった30人前後のお笑い芸人がリレー方式でジャイアント白田と大食い対決を行った。
これ以外にも、初期に放送された本物の高級食材を使った料理を当てるコーナーのほか、末期には海外の日本製アニメの特集や卓球・腕相撲などの対決といった単発企画も放送された。

## スタッフ
- ナレーター：服部潤（前番組「ドッカ〜ン!」より引き続き担当）
- 構成：福原フトシ、たちばなひとなり、藤谷弥生、オークラ、小杉四駆郎、池上奈々、大草芳樹、廣田勇人、渡邊勇穂
- TM：鳥井隆
- TD：高松央
- CAM：中村年正
- VE：高橋康弘
- 音声：相馬敦
- 照明：柳内啓司
- 編集：寺内太郎
- MA：津田秀樹
- 音響効果：福永真弓 (ZACK)
- 美術プロデューサー：鈴木孝之
- 美術デザイン：太田卓志
- 美術制作：羽田一成
- 装置：谷平真二
- 大道具操作：小杉正裕
- メカシステム：庄子康広
- 電飾：西田和正
- 装飾：田中秀和
- 幕装飾：宮崎昭雄
- 特殊効果：スパーク
- 衣裳：軽石真央
- 持ち道具：貞中照美
- ヘアメイク：大岩乃里子
- TK：野村佳乃子
- 番宣：井田香帆里
- デスク：市川晶子
- AD：高田脩、松田誠、日下潤、井田秀明、上岡慎二、鈴木真仁、角田瞬、林太郎、島村大雅、齋藤充男、宍戸透、内田幸春、鬼村加奈子、大野哲矢、藤木陽介
- AP：古川亜希子、亀山祥世
- ディレクター：渡邊真二郎、井上充、藤本直樹、伊豆原聡、嶋中一人、有田武史、山井貴超、中野聡、工藤和彦、高橋隼人、田中良憲、新貝元章
- 総合演出：片山剛
- プロデューサー：櫟本憲勝
- チーフプロデューサー：利根川展
- 技術協力：東通、エヌ・エス・ティー、ティエルシー、TAMCO、東放制作、IMAGICA
- 制作協力：D:COMPLEX、office KLEIN、Hi-MODE
- 制作：TBSテレビ
- 製作著作：TBS